# Ljudmila Andrejewna Kuprijanowa
Ljudmila Andrejewna Kuprijanowa (russisch Людмила Андреевна Куприянова Lyudmila Andreyeva, Andreevna, Kuprianova, Kupriyanova) (* September 1914 in Petrograd; † 13. Januar 1987 in Leningrad) war eine sowjetische Botanikerin. Ihr botanisches Autorenkürzel lautet Kuprian.

## Leben
Kuprijanowas Vater war der erbliche Ehrenbürger und Hausbesitzer Andrei Iwanowitsch Kuprijanow, der aus einer altgläubigen Familie in der Umgebung Buis stammte. Ihre Mutter Jelena Konstantinowna Stepanowa stammte aus einer St. Petersburger Kaufmannsfamilie. Kuprijanowa studierte am Leningrader Staatlichen Herzen-Institut für Pädagogik.
Nach dem Studium arbeitete Kuprijanowa im Komarow-Botanik-Institut der Akademie der Wissenschaften der UdSSR in Leningrad. Sie gründete dort das Laboratorium für Palynologie und leitete es dann. Als eine der Ersten erkannte sie die Notwendigkeit einer Vergleichssammlung von Pollen und Sporen und begann eine entsprechende Sammeltätigkeit. Das Ergebnis ist die Palynothek des Botanik-Instituts, die 2011 21.000 Pollen- und Sporenpräparate enthielt.
Kuprijanow veröffentlichte mehr als 200 wissenschaftliche Aufsätze  über Systematik der Pflanzen, Geschichte der Flora und den Aufbau der Pollen. 1948 veröffentlichte sie ihre bedeutende hundertseitige Studie über die Pollenmorphologie und die Phylogenese der Monokotyledonen. Mit ihrer Dissertation über die Palynologie der Amenthaceae (später aufgeteilt in Salicaceae, Betulaceae, Fagaceae, Juglandaceae, Myricaceae) wurde sie zum Doktor der biologischen Wissenschaften promoviert. Sie gehörte zu den Pionieren der Anwendung der Transmissions- und Rasterelektronenmikroskopie zur Untersuchung der Pollenstrukturen. Sie identifizierte die Scheinbuchen als einzige Pflanzengattung der Familie der Scheinbuchengewächse (Nothofagaceae) innerhalb der Ordnung der Buchenartigen (Fagales). Sie trug auf zahlreichen internationalen Botanik- und Geobotanik-Kongressen vor. Als weltweit anerkannte Palynologie-Expertin war sie Mitherausgeberin sowjetischer und internationaler Zeitschriften, darunter Pollen et Spores des Muséum national d’histoire naturelle, World Pollen and Spore Flora des Collegium Palynologicum Scandinavicum und Review of Palaeobotany & Palynology (Elsevier).
Kuprijanowa war unter Beibehaltung ihres Geburtsnamens seit 1934 verheiratet mit dem Botaniker Jewgeni Grigorjewitsch Bobrow und hatte zwei Söhne, den Botaniker Andrei (* 1936) und den Chemieingenieur Alexander (* 1940).
Kuprijanowa starb an einem Herzinfarkt. Sie wurde auf dem Leningrader Bogoslowskoje-Friedhof begraben. Nach ihr wurde 1988 Leonurus kuprijanoviae Krestovsk. von Tatjana Walerjewna Krestowskaja benannt.